# Crenomytilus
Crenomytilus is een monotypisch geslacht van tweekleppigen uit de familie van de Mytilidae.

## Soort
- Crenomytilus grayanus (Dunker, 1853)